# Gigantochloa balui
Gigantochloa balui är en gräsart som beskrevs av Khoon Meng Wong. Gigantochloa balui ingår i släktet Gigantochloa och familjen gräs. Inga underarter finns listade i Catalogue of Life.